# Locquénolé
Locquénolé (tiếng Breton: Lokenole) là một xã của tỉnh Finistère, thuộc vùng Bretagne, miền tây bắc Pháp.

## Dân số
Người dân ở Locquénolé được gọi là Locquénolésiens.